# سيسيل إسبي
سيسيل إسبي (بالإنجليزية: Cecil Espy)‏ هو لاعب كرة قاعدة أمريكي، ولد في 20 يناير 1963 في سان دييغو في الولايات المتحدة.

## وصلات خارجية
- سيسيل إسبي على موقعبيزبول رفرنس.كوم (الدوري الرئيسي) (الإنجليزية)
- سيسيل إسبي على موقعبيزبول رفرنس.كوم (الدوري الثانوي) (الإنجليزية)